# 安赫尔·博西奥
安赫尔·博西奥（西班牙語：Ángel Bossio，1905年5月5日—1978年8月31日），阿根廷前男子足球运动员，司职守门员。他曾代表阿根廷国奥队参加1928年夏季奥林匹克运动会足球比赛，获得一枚银牌。